# National Challenge Cup de 1974
A National Challenge Cup de 1974 foi a 61ª temporada da competição futebolística mais antiga dos Estados Unidos. Maccabi Los Angeles entra na competição defendendo o título.
O campeão da competição foi o New York Greek Americans conquistando seu primeiro título, e o vice campeão foi o Chicago Croatian.

## Participantes
| Entram na Primeira Fase |
| - Boston - Casa Bianca - Chicago Croatian - Co-Aurora - Doxa SC - Los Angeles Gauchos - Milwaukee Bavarian Soccer Club - New Britain - New York Greek Americans - Newark Ukrainian Sitch - Pepsi-Cola - Philadelphia Inter - San Pedro Yugoslavs - The San Francisco Athletic Club - Tacoma Heidelberg - Tulsa Internationals |

## Premiação
| National Challenge Cup de 1974               |
| -------------------------------------------- |
| New York Greek Americans Campeão (4º título) |